# Hypsiboas raniceps
La rana del Chaco o rana arbórea meridional (Hypsiboas raniceps) es una especie de anfibios de la familia Hylidae.
Habita en Argentina, Bolivia, Brasil, Colombia, República Dominicana, Guayana Francesa, Paraguay, y posiblemente en Perú.
Sus hábitats naturales incluyen bosques tropicales o subtropicales secos, praderas a baja altitud, ríos, pantanos, lagos de agua dulce, marismas de agua dulce, corrientes intermitentes de agua, áreas urbanas y zonas previamente boscosas ahora muy degradadas.